# Lista planetelor minore: 48001–49000
Aceasta este lista planetelor minore de la 48001 la 49000.
| Nume                                            | Denumire provizorie                             | Data descoperirii                               | Locul descoperirii                              | Descoperitor(i)                                 |                                                 |                                                 |                                                 |                                                 |                                                 |                                                 |                                                 |                                                 |                                                 |                                                 |                                                 |                                                 |                                                 |                                                 |                                                 |                                                 |                                                 |                                                 |                                                 |                                                 |                                                 |                                                 |                                                 |                                                 |                                                 |                                                 |                                                 |                                                 |                                                 |                                                 |                                                 |                                                 |                                                 |                                                 |                                                 |                                                 |                                                 |                                                 |                                                 |                                                 |                                                 |                                                 |                                                 |                                                 |                                                 |
| 48001–48100 Lista planetelor minore/48001–48100 | 48001–48100 Lista planetelor minore/48001–48100 | 48001–48100 Lista planetelor minore/48001–48100 | 48001–48100 Lista planetelor minore/48001–48100 | 48001–48100 Lista planetelor minore/48001–48100 | 48101–48200 Lista planetelor minore/48101–48200 | 48101–48200 Lista planetelor minore/48101–48200 | 48101–48200 Lista planetelor minore/48101–48200 | 48101–48200 Lista planetelor minore/48101–48200 | 48101–48200 Lista planetelor minore/48101–48200 | 48201–48300 Lista planetelor minore/48201–48300 | 48201–48300 Lista planetelor minore/48201–48300 | 48201–48300 Lista planetelor minore/48201–48300 | 48201–48300 Lista planetelor minore/48201–48300 | 48201–48300 Lista planetelor minore/48201–48300 | 48301–48400 Lista planetelor minore/48301–48400 | 48301–48400 Lista planetelor minore/48301–48400 | 48301–48400 Lista planetelor minore/48301–48400 | 48301–48400 Lista planetelor minore/48301–48400 | 48301–48400 Lista planetelor minore/48301–48400 | 48401–48500 Lista planetelor minore/48401–48500 | 48401–48500 Lista planetelor minore/48401–48500 | 48401–48500 Lista planetelor minore/48401–48500 | 48401–48500 Lista planetelor minore/48401–48500 | 48401–48500 Lista planetelor minore/48401–48500 | 48501–48600 Lista planetelor minore/48501–48600 | 48501–48600 Lista planetelor minore/48501–48600 | 48501–48600 Lista planetelor minore/48501–48600 | 48501–48600 Lista planetelor minore/48501–48600 | 48501–48600 Lista planetelor minore/48501–48600 | 48601–48700 Lista planetelor minore/48601–48700 | 48601–48700 Lista planetelor minore/48601–48700 | 48601–48700 Lista planetelor minore/48601–48700 | 48601–48700 Lista planetelor minore/48601–48700 | 48601–48700 Lista planetelor minore/48601–48700 | 48701–48800 Lista planetelor minore/48701–48800 | 48701–48800 Lista planetelor minore/48701–48800 | 48701–48800 Lista planetelor minore/48701–48800 | 48701–48800 Lista planetelor minore/48701–48800 | 48701–48800 Lista planetelor minore/48701–48800 | 48801–48900 Lista planetelor minore/48801–48900 | 48801–48900 Lista planetelor minore/48801–48900 | 48801–48900 Lista planetelor minore/48801–48900 | 48801–48900 Lista planetelor minore/48801–48900 | 48801–48900 Lista planetelor minore/48801–48900 | 48901–49000 Lista planetelor minore/48901–49000 | 48901–49000 Lista planetelor minore/48901–49000 | 48901–49000 Lista planetelor minore/48901–49000 | 48901–49000 Lista planetelor minore/48901–49000 | 48901–49000 Lista planetelor minore/48901–49000 |
| ----------------------------------------------- | ----------------------------------------------- | ----------------------------------------------- | ----------------------------------------------- | ----------------------------------------------- | ----------------------------------------------- | ----------------------------------------------- | ----------------------------------------------- | ----------------------------------------------- | ----------------------------------------------- | ----------------------------------------------- | ----------------------------------------------- | ----------------------------------------------- | ----------------------------------------------- | ----------------------------------------------- | ----------------------------------------------- | ----------------------------------------------- | ----------------------------------------------- | ----------------------------------------------- | ----------------------------------------------- | ----------------------------------------------- | ----------------------------------------------- | ----------------------------------------------- | ----------------------------------------------- | ----------------------------------------------- | ----------------------------------------------- | ----------------------------------------------- | ----------------------------------------------- | ----------------------------------------------- | ----------------------------------------------- | ----------------------------------------------- | ----------------------------------------------- | ----------------------------------------------- | ----------------------------------------------- | ----------------------------------------------- | ----------------------------------------------- | ----------------------------------------------- | ----------------------------------------------- | ----------------------------------------------- | ----------------------------------------------- | ----------------------------------------------- | ----------------------------------------------- | ----------------------------------------------- | ----------------------------------------------- | ----------------------------------------------- | ----------------------------------------------- | ----------------------------------------------- | ----------------------------------------------- | ----------------------------------------------- | ----------------------------------------------- |

| Predecesor: 47001–48000 | Lista planetelor minore 48001–49000 Semnificații ale numelor: 48001–49000 | Succesor: 49001–50000 |